# Dipoena pristea
Dipoena pristea là một loài nhện trong họ Theridiidae.
Loài này thuộc chi Dipoena. Dipoena pristea được Michael J. Roberts miêu tả năm 1983.